# Handheld

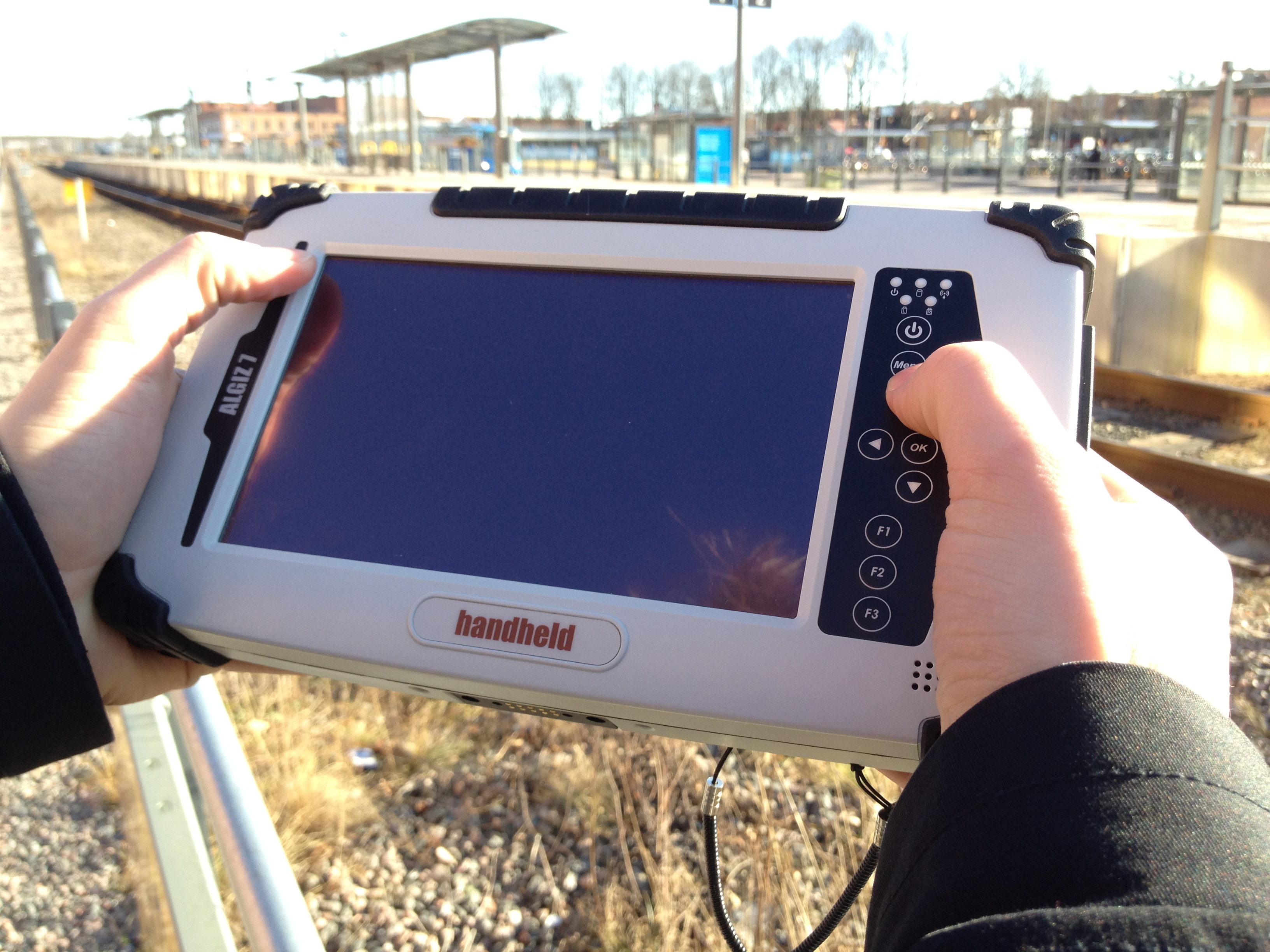
Bärbar och stryktålig dator.

Handheld är en svensk tillverkare av stryktåliga datorer, det vill säga datorer specifikt utvecklade för att användas i tuffa miljöer och som tål värme, kyla, fall, vibrationer, väta och andra yttre påfrestningar som kan uppstå i fält.
Handheld grundades år 1997 av Jerker Hellström som idag är koncernchef för Handheld, och hade 2017 42 anställda.
Handheld-koncernen har egna dotterbolag i Sverige, Finland, Italien, Nederländerna, Storbritannien, Tyskland, Schweiz, Australien samt USA. Handheld omsatte 2017 cirka 195 miljoner kronor. Företaget har vunnit priser som Gasellföretag, Red Herring Global Top 100 och Deloitte Technology Fast 500.